# サラシナショウマ属
サラシナショウマ属（サラシナショウマぞく、学名: Cimicifuga 、和名漢字表記：晒菜升麻属）はキンポウゲ科の属の一つ。

## 特徴
多年草。根茎が横に伸び、細いひげ根を出す。根出葉と茎の基部の葉は大きい。茎葉は互生し、大形で1-3回3出複葉になり、小葉の縁に鋸歯がある。茎先に総状または穂状の花序をつけ、白色の多数の花を密につける。萼片は花弁状で4-5枚。花弁は1-8枚。雄蕊は多数あり、白色で萼片や花弁より長く、昆虫の誘因器官となる。雌蕊は1-8個。果実は袋果となり、中に数個の種子をもつ。
北半球の暖帯以北に約15種が知られ、日本では3種が分布する。
属名 Cimicifuga は「トコジラミを撃退するもの」を意味する。
この属はルイヨウショウマ属（Actaea）と近縁で、多くの植物学者はルイヨウショウマ属に含めている。含めればルイヨウショウマ属に属する種数は20-26種へと増える。

## 種

### 日本の種
- イヌショウマ Cimicifuga biternata (Siebold et Zucc.) Miq. -根出葉は2回3出複葉、ときに1回3出複葉で、茎につく葉は退化して苞状。穂状花序で、花に花柄が無い。
  - （シノニム：Cimicifuga japonica auct. non (Thunb.) Spreng.）
- オオバショウマ Cimicifuga japonica (Thunb.) Spreng. -根出葉は1回3出複葉で、茎につく葉は退化して苞状。穂状花序で花に花柄が無い。
  - （シノニム：Cimicifuga acerina (Siebold et Zucc.) Tanaka）
  - キケンショウマ Cimicifuga japonica (Thunb.) Spreng. var.  peltata (Makino) H.Hara
- サラシナショウマ Cimicifuga simplex (DC.) Wormsk. ex Turcz. -根出葉と茎の下部につく葉は3回3出複葉。総状花序で花に花柄がある。
  - ヤマショウマ Cimicifuga simplex (DC.) Wormsk. ex Turcz. var. matsumurae (Nakai) Nakai
  - エゾショウマ Cimicifuga simplex (DC.) Wormsk. ex Turcz. var. yesoensis Nakai

### 外国の種、栽培種
- Cimicifuga americana
- Cimicifuga arizonica
- Cimicifuga brachycarpa
- フブキショウマ Cimicifuga dahurica
- Cimicifuga elata
- Cimicifuga europaea
- ショウマ Cimicifuga foetida
- オオミツバショウマ Cimicifuga heracleifolia
- Cimicifuga laciniata
- Cimicifuga nanchuanensis
- Cimicifuga rubifolia
- タイワンサラシナショウマ Cimicifuga taiwanensis
- Cimicifuga yunnanensis

## ギャラリー

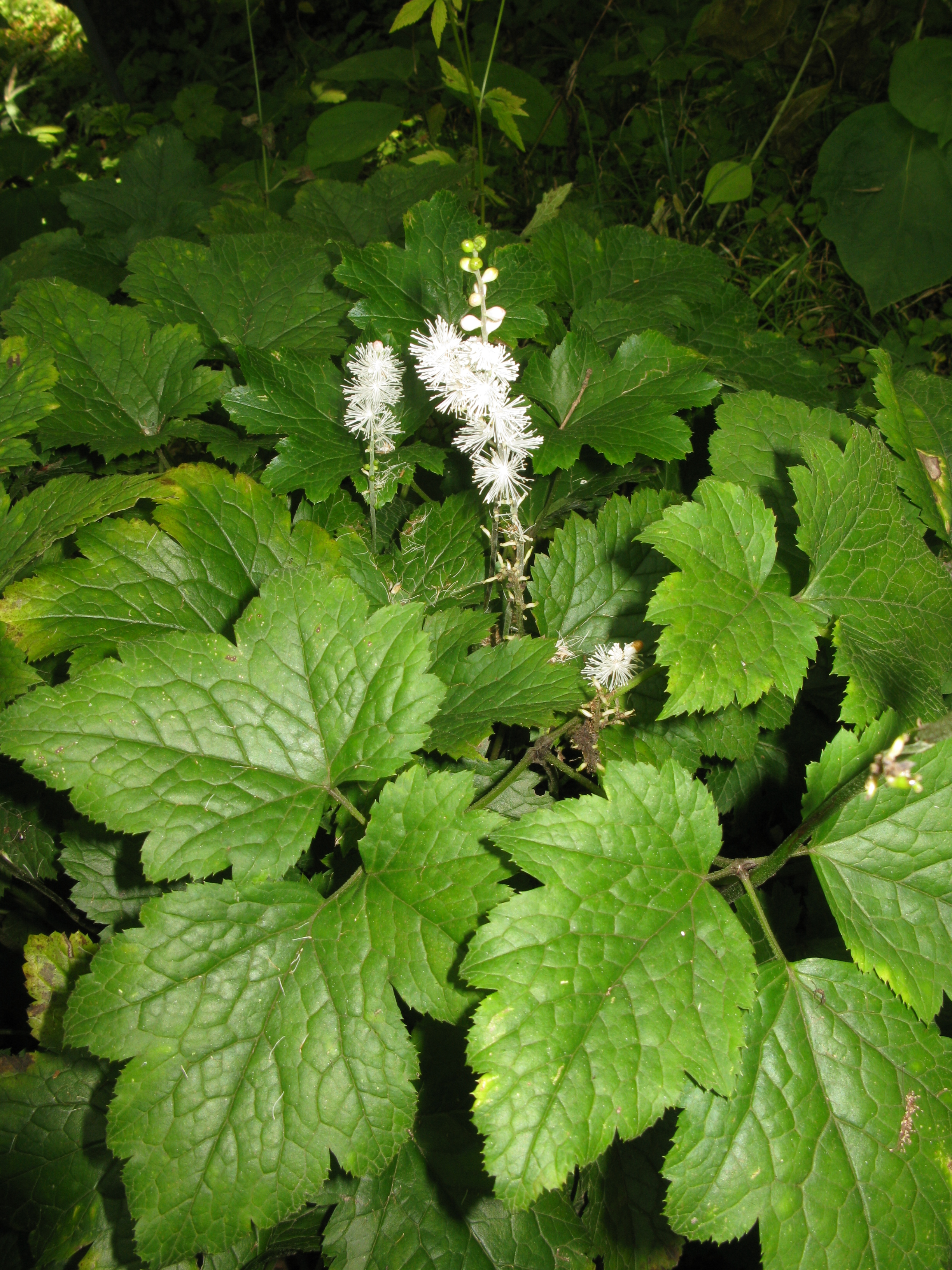
イヌショウマ
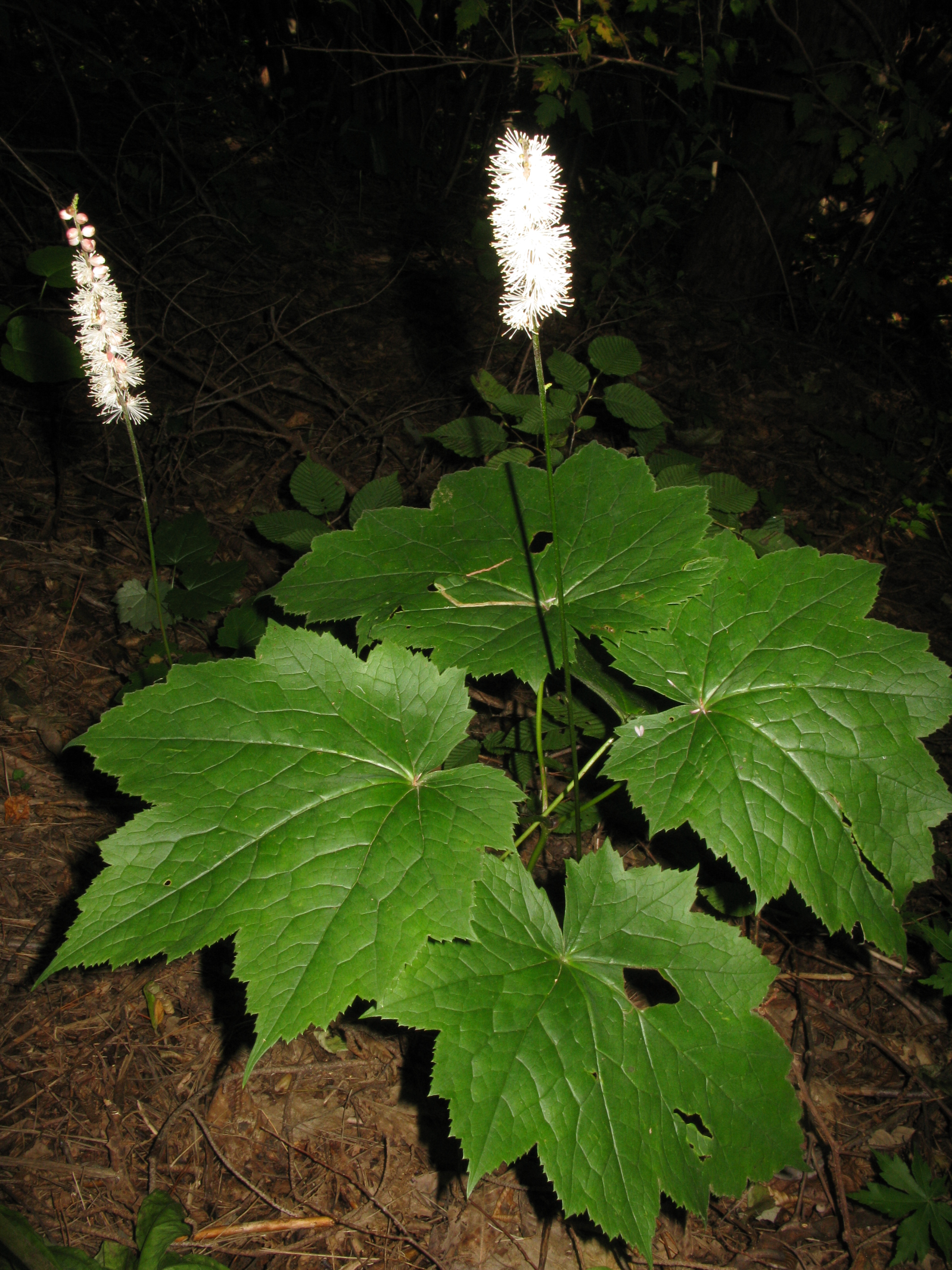
オオバショウマ
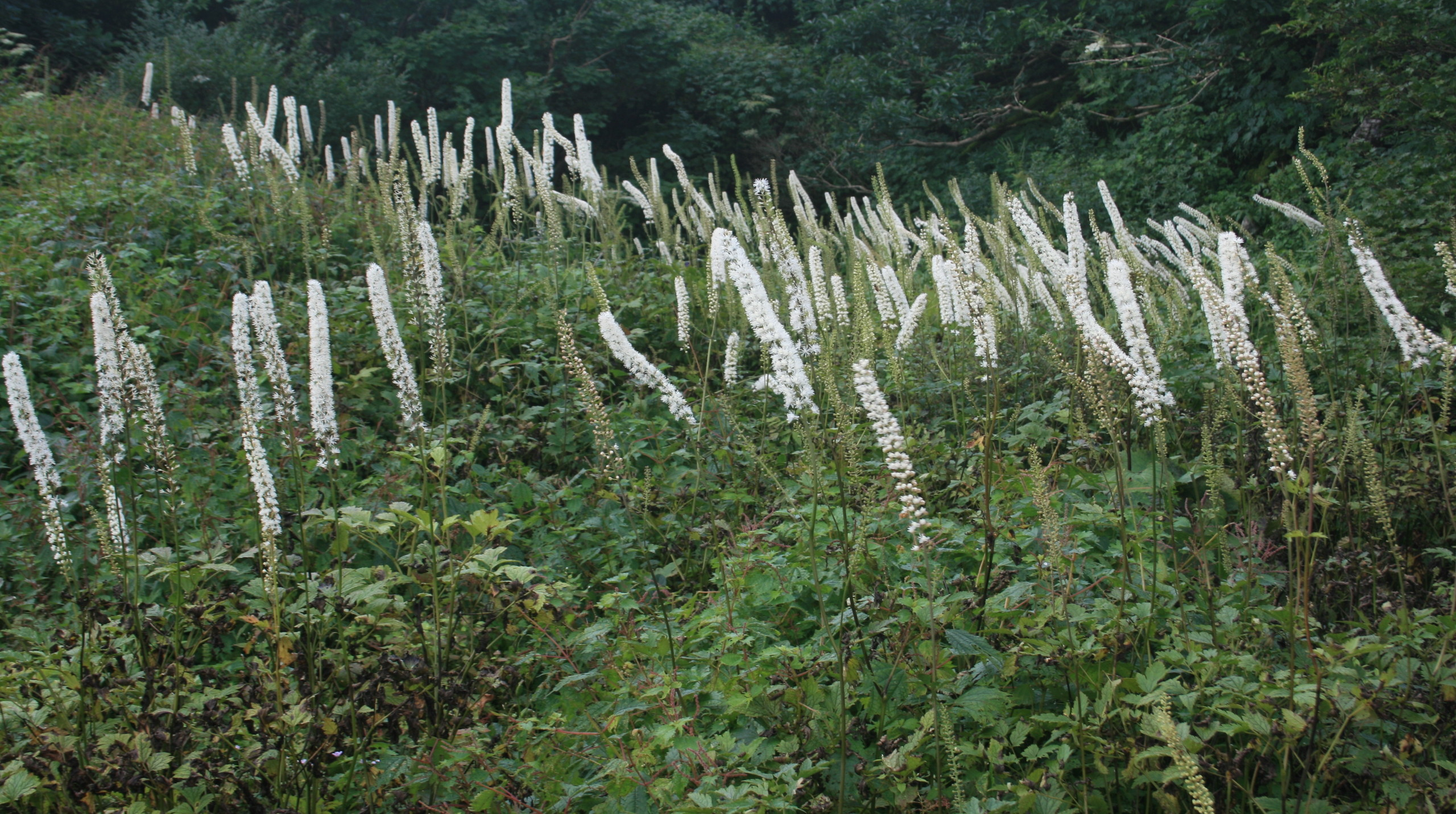
サラシナショウマ
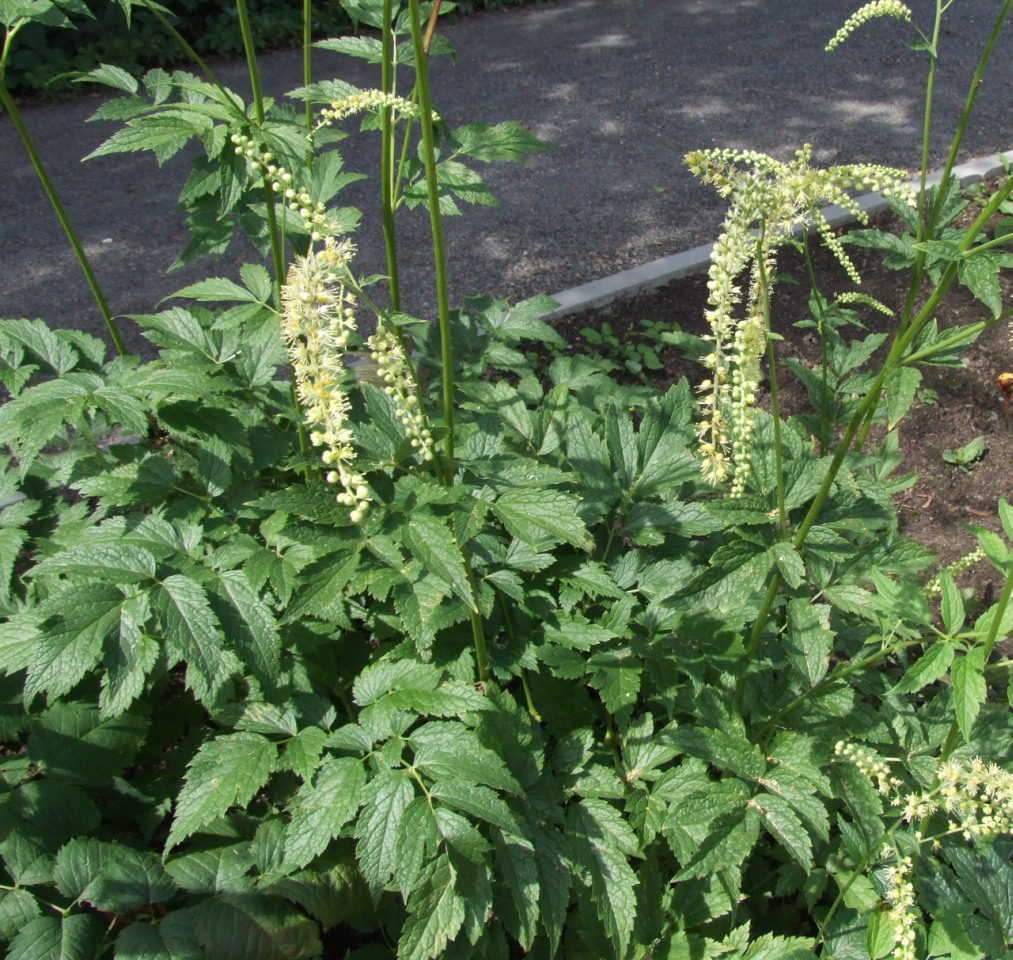
Cimicifuga europaea
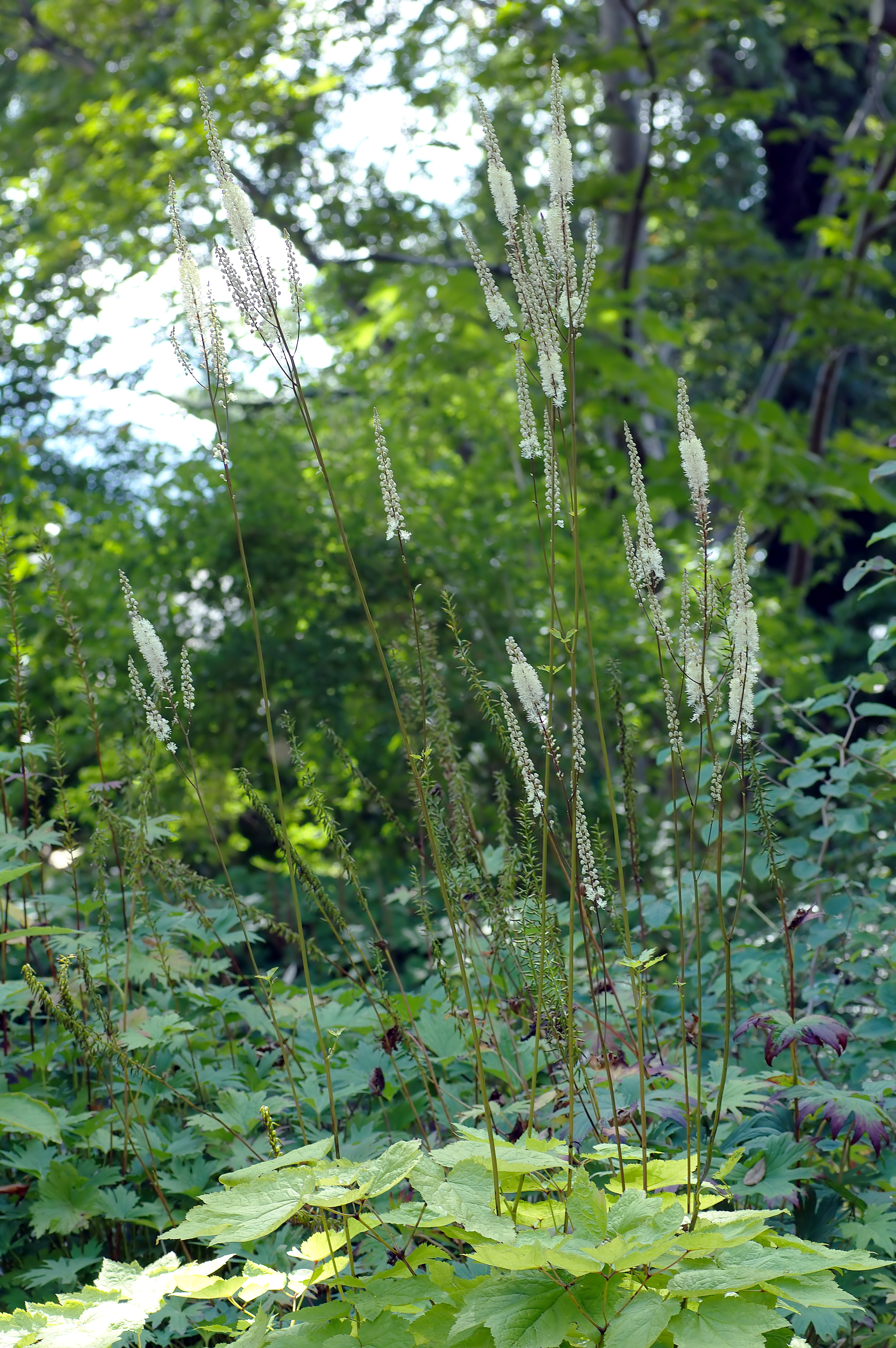
オオミツバショウマ Cimicifuga heracleifolia
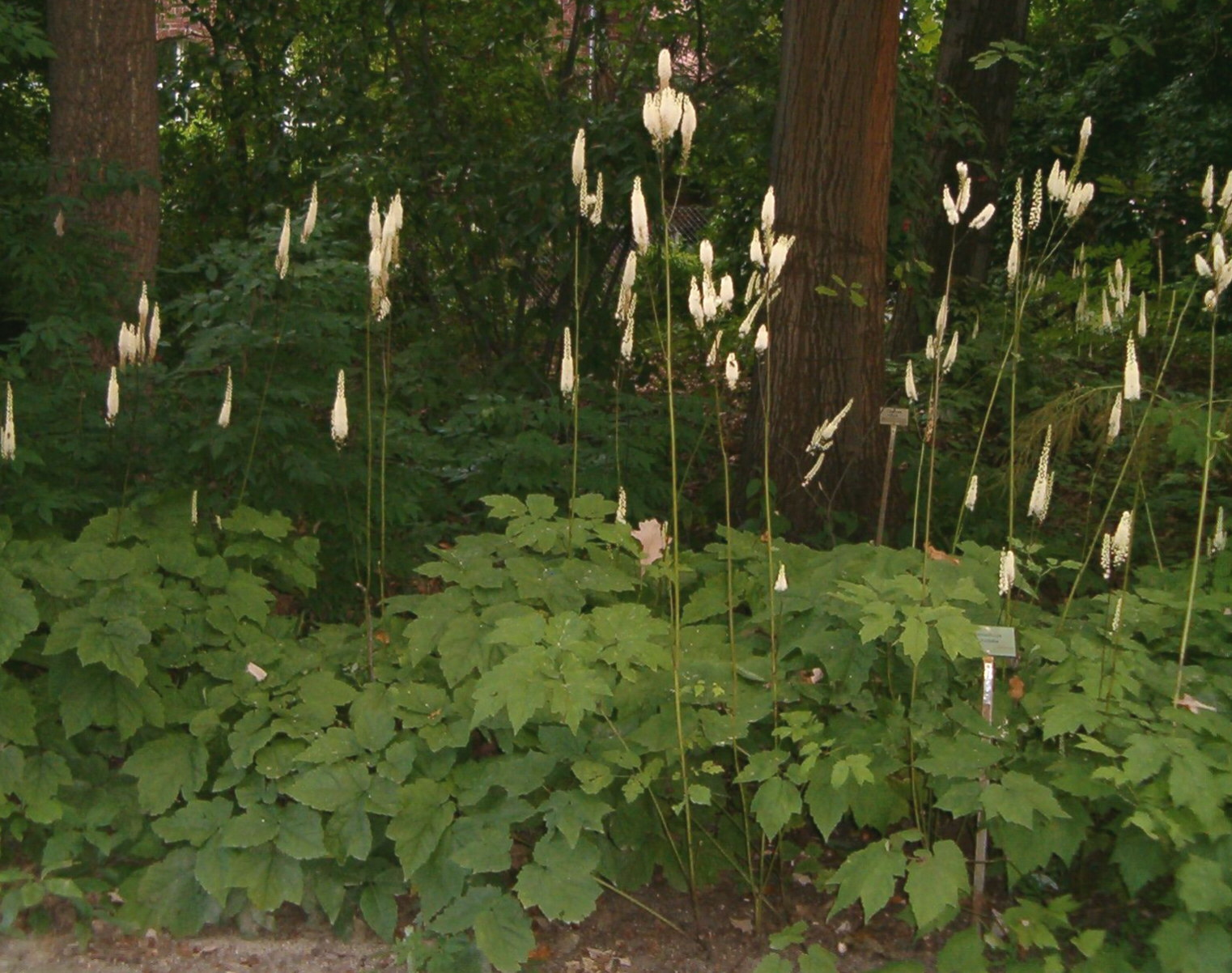
Cimicifuga rubifolia